# Skicirka
Skicirka je blok listov papirja, v katero slikarji ali kiparji (navadno s svinčnikom ali ogljem) napravijo skico ali študijo določenega umetniškega dela ali njegovega detajla. Skice praviloma le pomagajo umetnikom pri nastanku umetniških del in same po sebi praviloma niso zaključeno delo.